# لويس يانسي
لويس يانسي (بالإنجليزية: Lewis Yancey)‏ هو ضابط وصحفي أمريكي، ولد في 16 سبتمبر 1895، وتوفي في 3 مارس 1940.